# Kanton Bernay
Der Kanton Bernay ist seit 2015 ein französischer Wahlkreis im Arrondissement Bernay, im Département Eure und in der Region Normandie; sein Hauptort ist Bernay.

## Gemeinden
Der Kanton besteht aus 17 Gemeinden mit insgesamt 23.758 Einwohnern (Stand: 1. Januar 2022) auf einer Gesamtfläche von 338,40 km²:
| Gemeinde                      | Einwohner 1. Januar 2022 | Fläche km² | Dichte Einw./km² | Code INSEE | Postleitzahl        |
| ----------------------------- | ------------------------ | ---------- | ---------------- | ---------- | ------------------- |
| Bernay                        | 9.801                    | 24,03      | 408              | 27056      | 27300               |
| Caorches-Saint-Nicolas        | 603                      | 11,78      | 51               | 27129      | 27300               |
| Corneville-la-Fouquetière     | 123                      | 3,99       | 31               | 27173      | 27300               |
| Courbépine                    | 725                      | 11,91      | 61               | 27179      | 27300               |
| Fontaine-l’Abbé               | 567                      | 13,23      | 43               | 27251      | 27470               |
| Le Noyer-en-Ouche             | 206                      | 10,90      | 19               | 27444      | 27410               |
| Malouy                        | 171                      | 3,14       | 54               | 27381      | 27300               |
| Menneval                      | 1.532                    | 6,63       | 231              | 27398      | 27300               |
| Mesnil-en-Ouche               | 4.441                    | 165,40     | 27               | 27049      | 27270, 27330, 27410 |
| Plainville                    | 206                      | 6,41       | 32               | 27460      | 27300               |
| Plasnes                       | 728                      | 16,06      | 45               | 27463      | 27300               |
| Saint-Léger-de-Rôtes          | 456                      | 6,46       | 71               | 27557      | 27300               |
| Saint-Martin-du-Tilleul       | 245                      | 5,15       | 48               | 27569      | 27300               |
| Saint-Victor-de-Chrétienville | 439                      | 5,81       | 76               | 27608      | 27300               |
| Serquigny                     | 1.772                    | 11,40      | 155              | 27622      | 27470               |
| Treis-Sants-en-Ouche          | 1.334                    | 30,73      | 43               | 27516      | 27300, 27270        |
| Valailles                     | 409                      | 5,37       | 76               | 27667      | 27300               |
| Kanton Bernay                 | 23.758                   | 338,40     | 70               | 2702       | –                   |

## Veränderungen im Gemeindebestand seit 2016
2019: Fusion Saint-Aubin-le-Vertueux, Saint-Clair-d’Arcey und Saint-Quentin-des-Isles (Kanton Breteuil) → Treis-Sants-en-Ouche
2017: Fusion Carsix, Fontaine-la-Soret (Kanton Brionne), Nassandres (Kanton Brionne) und Perriers-la-Campagne (Kanton Brionne) → Nassandres sur Risle
2016: Fusion Ajou, Beaumesnil, Bosc-Renoult-en-Ouche, Épinay, Gisay-la-Coudre, Gouttières, Granchain, Jonquerets-de-Livet, La Barre-en-Ouche, Landepéreuse, La Roussière,Saint-Aubin-des-Hayes, Saint-Aubin-le-Guichard, Sainte-Marguerite-en-Ouche, Saint-Pierre-du-Mesnil und Thevray → Mesnil-en-Ouche